# Andrea (Vorname)
Andrea ist im Deutschen und in anderen Sprachen (etwa im Englischen, im Schwedischen, im Spanischen und im Ungarischen) ein weiblicher, im Italienischen, Albanischen und Rätoromanischen ein männlicher sowie ein weiblicher Vorname. Im Deutschen ist die männliche Form Andreas.

## Herkunft und Bedeutung des Namens
Andrea ist im Deutschen wie auch in den meisten übrigen europäischen Sprachen zwar die grammatisch feminine Namensform, aber im Italienischen und im Rätoromanischen seit mindestens dem 14. Jahrhundert die männliche Form des Namens Andreas, dessen weibliche Form Andreína ist. Der Name stammt vom Griechischen ανδρεια andreia („Tapferkeit“) und bedeutet etwa „der/die Tapfere, Mannhafte“. Aber nicht die ursprüngliche Bedeutung dieses Namens war und ist – zumindest außerhalb des griechischen Sprachgebietes – der Hauptgrund, ein Kind so zu benennen, sondern die Verehrung des heiligen Apostels und Märtyrers Andreas, dessen Symbol das X-förmige Kreuz ist.
Im deutschen Sprachraum ist der aus Andreas/André movierte weibliche Vorname Andrea seit dem 18. Jahrhundert gebräuchlich. Wahrscheinlich wurde er aus dem Dänischen oder dem Schwedischen übernommen; aber auch der gleichlautende italienische Männername könnte bei der Verbreitung der movierten Namensform eine Rolle gespielt haben, darunter die Benennung des Kreuzfahrtschiffs Andrea Doria (zwar nach einem Mann, einem Admiral, dessen Name jedoch im Deutschen doppelt weiblich klingt). – Die Notwendigkeit, den männlichen Vornamen Andreas/André zu movieren, hing wahrscheinlich mit dem Taufpatenwesen zusammen. Das weibliche Patenkind eines Andreas/André wurde eben Andrea genannt.
Von den 1950ern bis in die 1970er-Jahre war Andrea einer der häufigsten Namen für Mädchen im deutschen Sprachraum. In den 1960er-Jahren war der Name unter den drei beliebtesten Vornamen.
Nach Schweizer Namensrecht gehört Andrea zu den Vornamen, die das Geschlecht nicht eindeutig bestimmen, der Vorname Andrea muss also in Kombination mit einem anderen eindeutig männlichen oder weiblichen Vornamen kombiniert werden (etwa Andrea Luigi, Andrea Kathrin) oder in einer eindeutig das Geschlecht bezeichnenden Form (etwa Andreas, Andre, André für Jungen, Andrée, Andreina, Andrina, Andrietta für Mädchen). Im Jahr 1965 durfte der Vorname Andrea in der weiblichen Form nur in Kombination mit einem anderen weiblichen Vornamen benutzt werden – im Unterschied zum männlichen Andrea. Andrea Maria wiederum wäre für ein Mädchen nur in Verbindung mit einem dritten, eindeutig weiblichen Vornamen geeignet, da auch männliche Personen Maria heißen können. Das gilt auch für Gabriele und Simone, die im Italienischen nicht als weibliche, sondern als männliche Vornamen gelten.

## Namenstage
- 30. November (Andreastag, Apostel Andreas)
- in Ungarn: 18. April
- in Tschechien: 26. September
- in der Slowakei: 5. Januar
- in Schweden: 10. Juli

## Namensträger

### Weiblicher Vorname
- Andrea Amann (* 1961), österreichische Freestyle-Skierin und Gleitschirmpilotin
- Andrea Arnold (* 1961), britische Regisseurin und Schauspielerin
- Andrea Ballschuh (* 1972), deutsche Fernsehmoderatorin
- Andrea Barber (* 1976), US-amerikanische Schauspielerin
- Andrea Berg (* 1966), deutsche Sängerin
- Andrea Bottlinger (* 1985), deutsche Autorin, Übersetzerin und Lektorin
- Andrea Bowen (* 1990), US-amerikanische Schauspielerin
- Andrea Breth (* 1952), deutsche Theater-Regisseurin
- Andrea Budošová (* 1980), slowakische Fußballnationalspielerin
- Andrea Clausen (* 1959), deutsche Schauspielerin
- Andrea Cornwell, britische Filmproduzentin
- Andrea Corr (* 1974), irische Leadsängerin der Band „The Corrs“
- Andrea Dworkin (1946–2005), US-amerikanische Feministin, Soziologin und Schriftstellerin
- Andrea Echeverri (* 1965), kolumbianische Musikerin
- Andrea Ellenberger (* 1993), Schweizer Skirennläuferin
- Andrea Fies, deutsche Journalistin
- Andrea Fischer (* 1960), deutsche Politikerin
- Andrea Gurtner (* 2001), österreichische Fußballspielerin
- Andrea Henkel (* 1977), deutsche Biathletin (Olympia- und Weltcup-Siegerin)
- Andrea Huber (* 1975), Schweizer Skilangläuferin
- Andrea Jäger (* 1956), deutsche Germanistin
- Andrea Jaeger (* 1965), US-amerikanische Tennisspielerin
- Andrea Jelinek (* 1961), österreichische Juristin
- Andrea Jürgens (1967–2017), deutsche Schlagersängerin
- Andrea Kiewel (* 1965), deutsche Fernsehmoderatorin
- Andrea Langer (* 1962), deutsche Kulturmanagerin und Kunsthistorikerin
- Andrea L’Arronge (* 1957), deutsche Schauspielerin und Synchronsprecherin
- Andrea Limbacher (* 1989), österreichische Freestyle-Skierin
- Andrea Kathrin Loewig (* 1966), deutsche Schauspielerin und Synchronsprecherin
- Andrea Mead-Lawrence (1932–2009), US-amerikanische Skirennläuferin (Olympiasiegerin)
- Andrea Meza (* 1994), mexikanische Schönheitskönigin
- Andrea Münzberg (* 1965), deutsche Chemikerin und Richterin am Bundespatentgericht
- Andrea Nahles (* 1970), deutsche Politikerin
- Andrea Nürnberger (* 1954), österreichische Schauspielerin
- Andrea Otto (1975–2022), deutsche Journalistin und Sportmoderatorin
- Andrea Petković (* 1987), deutsche Tennisspielerin
- Andrea Sixtos (* 1990), US-amerikanische Schauspielerin
- Andrea Rauschenbusch (* 1959), deutsche Kommunikationsdesignerin, Gestalterin und Professorin (HfK Bremen)
- Andrea Rost (* 1962), ungarische Opernsängerin
- Andrea Salinas (* 1969), US-amerikanische Politikerin
- Andrea Sawatzki (* 1963), deutsche Schauspielerin
- Andrea Seastrand (* 1941), US-amerikanische Politikerin
- Andrea Sestini Hlaváčková (* 1986), tschechische Tennisspielerin
- Andrea Sihler (* 1957), deutsch-österreichische Schauspielerin
- Andrea Sparmann (* 1981), deutsche Moderatorin
- Andrea Spatzek (* 1959), österreichische Schauspielerin
- Andrea Stieldorf (* 1968), deutsche Historikerin
- Andrea Temesvári (* 1966), ehemalige ungarische Tennisspielerin
- Andrea Thiele (* 1972), deutsche Historikerin
- Andrea True (1943–2011), US-amerikanische Pornodarstellerin und Sängerin
- Andrea Ufer (* 1963), deutsche Filmproduzentin und Regisseurin
- Andrea Vetsch (* 1975), Schweizer Fernsehmoderatorin
- Andrea Voßhoff (* 1958), deutsche Politikerin
- Andrea Wildner (* 1953), österreichische Schauspielerin
- Andrea Ypsilanti (* 1957), deutsche Politikerin
- Andréa Zimmermann (* 1978), Schweizer Skibergsteigerin

### Männlicher Vorname
- Andrea Agnelli (* 1975), italienischer Industrieller und Fußballfunktionär
- Andrea Ansaldo (1584–1638), italienischer Maler und Freskant
- Andrea Antonelli (1988–2013), italienischer Motorradrennfahrer
- Andrea Kimi Antonelli (* 2006), italienischer Automobilrennfahrer
- Andrea Appiani (1754–1817), italienischer Maler des Klassizismus
- Andrea Ardito (* 1977), italienischer Fußballspieler
- Andrea Bargnani (* 1985), italienischer Basketballspieler
- Andrea Barzagli (* 1981), italienischer Fußballspieler
- Andrea Belotti (* 1993), italienischer Fußballspieler
- Andrea Belicchi (* 1976), italienischer Automobilrennfahrer
- Andrea Bertolacci (* 1991), italienischer Fußballspieler
- Andrea Bertolini (* 1973), italienischer Automobilrennfahrer
- Andrea Bocelli (* 1958), italienischer Sänger
- Andrea di Bonaiuto († 1379), florentinischer Maler
- Andrea dei Bruni (1355–1377), italienischer Maler
- Andrea Cagnetti (* 1967), italienischer Goldschmied und Bildhauer
- Andrea Caldarelli (* 1990), italienischer Automobilrennfahrer
- Andrea Camilleri (1925–2019), italienischer Schriftsteller, Drehbuchautor, Theater- und Fernsehregisseur
- Andrea Capone (1981–2024), italienischer Fußballspieler
- Andrea Caracciolo (* 1981), italienischer Fußballspieler
- Andrea Caroni (* 1980), Schweizer Politiker
- Andrea Carnevale (* 1961), italienischer Fußballspieler
- Andrea del Castagno (≈1418–1457), italienischer Maler der Renaissance
- Andrea de Cesaris (1959–2014), italienischer Automobilrennfahrer
- Andrea Cistana (* 1997), italienischer Fußballspieler
- Andrea Cocco (* 1986), italienischer Fußballspieler
- Andrea Coda (* 1985), italienischer Fußballspieler
- Andrea Collarini (* 1992), argentinisch-US-amerikanischer Tennisspieler
- Andrea Cossu (* 1980), italienischer Fußballspieler
- Andrea Crisanti (1936–2012), italienischer Filmarchitekt
- Andrea Cupi (* 1976), italienischer Fußballspieler
- Andrea De Carlo (* 1952), italienischer Schriftsteller
- Andrea Consigli (* 1987), italienischer Fußballspieler
- Andrea Conti (* 1994), italienischer Fußballspieler
- Andrea Cossu (* 1980), italienischer Fußballspieler
- Andrea Costa (* 1986), italienischer Fußballspieler
- Andrea Da Rold (* 1972), italienischer Fußballspieler
- Andrea De Felip (* 1970), italienischer Diplomat
- Andrea Doria (1466–1560), genuesischer Admiral und Fürst von Melfi
- Andrea Dossena (* 1981), italienischer Fußballspieler
- Andrea Dovizioso (* 1986), italienischer Motorradrennfahrer
- Andrea Esposito (* 1986), italienischer Fußballspieler,
- Andrea Fadani (* 1965), deutscher Agrarökonom und Stiftungsmanager
- Andrea Favilli (* 1997), italienischer Fußballspieler
- Andrea Figallo (* 1972), italienischer Sänger und Musik-Produzent
- Andrea da Firenze († 1415), florentinischer Komponist und Organist
- Andrea Fortunato (1971–1995), italienischer Fußballspieler
- Andrea Gabrieli (1532/33–1585), venezianischer Komponist und Organist
- Andrea Gaggero (1916–1988), italienischer Priester und Widerstandskämpfer
- Andrea Gasbarroni (* 1981), italienischer Fußballspieler
- Andrea Gemma (1931–2019), italienischer Ordenspriester und Altbischof von Isernia-Venafro
- Andrea da Grosseto (* 13. Jahrhundert in Grosseto; † ?), italienischer Übersetzer und Dichter
- Andrea Guerra (* 1961), italienischer Komponist
- Andrea Guerra (* 1972), italienischer Fußballspieler
- Andrea Hämmerle (* 1946), Schweizer Politiker
- Andrea Hirata, indonesischer Schriftsteller
- Andrea Iannone (* 1989), italienischer Motorradrennfahrer
- Andrea Lazzari (* 1984), italienischer Fußballspieler
- Andrea Lucchesi (1741–1801), italienischer Organist und Komponist
- Andrea Luci (* 1985), italienischer Fußballspieler
- Andrea Mamé (1972–2013), italienischer Unternehmer und Automobilrennfahrer
- Andrea Mandorlini (* 1960), italienischer Fußballspieler und -trainer
- Andrea Mantegna (1431–1506), italienischer Maler und Kupferstecher
- Andrea Marinoni (* 1955), italienischer Endurosportler
- Andrea Mantovani (* 1984), italienischer Fußballspieler
- Andrea Mantovani (* 1994), italienischer Motorradrennfahrer
- Andrea Masiello (* 1986), italienischer Fußballspieler
- Andrea Migliorini (* 1988), italienischer Fußballspieler
- Andrea Migno (* 1996), italienischer Motorradrennfahrer
- Andrea Montermini (* 1964), italienischer Automobilrennfahrer
- Andrea I. Muzaka († 1319), albanischer Fürst
- Andrea II. Muzaka († 1372), albanischer Fürst
- Andrea III. Muzaka, albanischer Fürst und Sebastokrator
- Andrea Palladio (1508–1580), italienischer Architekt der Renaissance und Begründer des Palladianismus
- Andrea Petagna (* 1995), italienischer Fußballspieler
- Andrea Piccini (* 1978), italienischer Automobilrennfahrer
- Andrea Pinamonti (* 1999), italienischer Fußballspieler
- Andrea Pirlo (* 1979), italienischer Fußballspieler und -trainer
- Andrea Poli (* 1989), italienischer Fußballspieler
- Andrea Ranocchia (* 1988), italienischer Fußballspieler
- Andrea Renzullo (* 1996), deutscher Popsänger italienischer Abstammung
- Andrea Riccardi (* 1950), italienischer Historiker, Karlspreisträger 2009
- Andrea Roda (* 1990), italienischer Automobilrennfahrer
- Andrea Rossi (* 1950), italienischer Erfinder und Unternehmer
- Andrea Rossi (* 1986), italienischer Fußballspieler
- Andrea del Sarto (1486–1530), Maler der italienischen Renaissance
- Andrea Scacciati (1642–1710), italienischer Stilllebenmaler
- Andrea Soncin (* 1978), italienischer Fußballspieler und ‑trainer
- Andrea Tafi (* 1966), ehemaliger italienischer Radrennfahrer
- Andrea Trinchieri (* 1968), italienischer Basketballtrainer
- Andrea del Verrocchio (1435/36–1488), italienischer Künstler
- Andrea Zanchetta (* 1975), italienischer Fußballspieler und -trainer
- Andrea Zanzotto (1921–2011), italienischer Dichter

## Varianten
- Andi, Andree, Andreana, Andreani, Andy, Ändy, Andra, Andreia, Ands, Andria, Andrina, Andreea, Anni, Annie
- Ändu, Anzge (schweizerdeutsch), Ändle (berndeutsch), Ända (senslerdeutsch/freiburgerdeutsch)
- Andreina (italienischer Sprachraum)
- Andrina, Andrietta (rätoromanischer Sprachraum)
- Andika, Andóka, Andicsek, András (ungarisch)
- Drelei (lungauerisch)
- Ea (bayerisch)
- Dretschn (pongauerisch)
- Anderl
- Andrija, Andrej (kroatisch)
- Andreja (weiblich kroatisch)